# Temple Hindú de Melilla
El Temple Hindú de Melilla de la ciutat espanyola de Melilla es trobava al carrer Pare Lerchundi. Va ser un dels temples visitats en la Ruta dels Temples de la ciutat.

## Història
Els primers hindús es van instal·lar a Ceuta a la fi del segle xix . En 1948 es va constituir l'Associació de Comerciants Hindús, que va ser una de les primeres associacions hindú d'Espanya. En 1997 el nom de l'organització es va canviar pel de Comunitat Hindú de Melilla.
El temple es coneix en l'hinduisme com mandir.